# اس‌ام یوبی-۱۴۵
اس‌ام یوبی-۱۴۵ (به انگلیسی: SM UB-145) یک زیردریایی بود که طول آن ۵۵٫۸۵ متر (۱۸۳٫۲ فوت) بود. این زیردریایی در سال ۱۹۱۸ ساخته شد.